# Pierre Poujade
Pierre Poujade (Sant Seren, Òlt, 1920 – La Bastida de l'Avesque, Avairon, 2003) fou un polític francès. Vinculat a la petita burgesia, durant l'ocupació nazi va lluitar amb la Royal Air Force el 1943. En acabar la guerra, tornà al seu poble i treballà com a llibreter.

## Biografia
De 1940 a 1942, Poujade va donar suport a la Révolution nationale de Philippe Pétain. Després de la invasió de la zona lliure per part de les forces alemanyes, es va unir a les Forces Franceses Lliures a Alger, on va conèixer la seva futura esposa, Yvette Seva, amb qui tindria cinc fills.
El 1954 es dedicà a la política i creà la Union de Défense des Commerçants et Artisans de France (UDCA), oposada a la política fiscal del govern. Els seus partidaris assoliren 52 escons en les eleccions del 1956 (un d'ells, el jove Jean-Marie Le Pen) i formaren el grup parlamentari Union et Fraternité Françaises, que propugnà la justícia social i fiscal. Contrari al referèndum del 1958, el moviment poujadista s'extingí ràpidament, si bé el seu líder ha restat vinculat a organitzacions de treballadors autònoms, petits agricultors, etc. Publicà J'ai choisi le combat i À l'heure de la colère (1977).
Tot i que hom el considera un precedent del Front Nacional, en els darrers anys se'n desvinculà.